# Дионисос (дим)
Дио́нисос (греч. Δήμος Διονύσου) — община (дим) в Греции. Входит  в периферийную единицу Восточная Аттика в периферии Аттика. Население общины — 40 193 человека по переписи 2011 года. Площадь — 111,459 квадратного километра. Плотность — 360,61 человека на квадратный километр. Административный центр — Айос-Стефанос. Димархом на местных выборах 2014 года выбран Дионисиос Заманис (Διονύσιος Ζαμάνης).
Сообщество Дионисос создано в 1979 году (ΦΕΚ 16Α), в 2006 году (ΦΕΚ 1035Β) создана община Дионисос, в 2010 году (греч. ΦΕΚ 87Α) по программе «Калликратис» к общине присоединена упразднённая община Айос-Стефанос и сообщества Аниксис, Дросья, Крионерион, Родополис и Стамата.
Община (дим) Дионисос делится на 7 общинных единиц.